# Бочкарівська сільська рада
Бочкарі́вська сільська рада (рос. Бочкарёвский сельский совет) — сільське поселення у складі Цілинного району Алтайського краю Росії.
Адміністративний центр — село Бочкарі.

## Історія
2011 року ліквідована Верх-Марушинська сільська рада (село Верх-Марушка), територія увійшла до складу Бочкарівської сільради.

## Населення
Населення — 1905 осіб (2019; 1949 в 2010, 2159 у 2002).

## Склад
До складу сільської ради входять:
| Населений пункт    | Населення, осіб (2002) | Населення, осіб (2010) |
| ------------------ | ---------------------- | ---------------------- |
| Бочкарі, село      | 1310                   | 1320                   |
| Верх-Марушка, село | 717                    | 604                    |
| Шадріно, село      | 132                    | 25                     |